# Pyae Moe
Pyae Moe (* 15. Oktober 1992) ist ein myanmarischer Fußballspieler.

## Karriere
Pyae Moe stand von mindestens 2017 bis 2018 bei Hanthawaddy United unter Vertrag. Der Verein aus Taungoo spielte in der höchsten Liga des Landes, der Myanmar National League. Für Hanthawaddy absolvierte er 15 Erstligaspiele und schoss dabei fünf Tore. 2019 wechselte er nach Magwe zum Ligakonkurrenten Magwe FC. 